# Odense BK
El Odense BK es un equipo de fútbol de la ciudad de Odense, en Dinamarca. El club ha ganado 3 Campeonatos daneses y 5 Copas de Dinamarca. Actualmente milita en la Superliga de Dinamarca, primera categoría del fútbol en ese país.

## Historia

### Los orígenes
El Odense Boldklub se fundó el 12 de julio de 1887 como Odense Cricketklub, siendo el cricket su único deporte. Los departamentos de fútbol y tenis se incluyeron en el club en 1889, y se cambió el nombre al actual Odense Boldklub. El club estaba ubicado en Munke Mose (el pantano de los monjes) en Odense. El OB se mudó a Ådalen en 1968, donde el club todavía entrena hoy.
En 1916 ganó el campeonato provincial por primera vez y se clasificó para la semifinal del campeonato danés. Perdió este partido por 3-9 contra el posterior campeón, el Boldklubben 93 de Copenhague.

### 1945-1975: resultados mixtos
Cuando se reorganizó el campeonato danés tras la ocupación de Dinamarca durante la Segunda Guerra Mundial, el OB fue situado en la tercera mejor liga, denominada entonces Tercera División danesa. Tras la buena ayuda de los máximos goleadores Svend Jørgen Hansen y Jørgen Leschly Sørensen, el club ascendió rápidamente a la mejor liga. Svend Jørgen Hansen se convirtió en el primer jugador del OB en la selección nacional danesa en 1942, mientras que Jørgen Leschly Sørensen fue vendido al equipo profesional italiano Atalanta en 1949.
En 1951 el OB ganó sus primeras medallas, cuando el club ganó la plata después del campeón Akademisk Boldklub. Después del éxito inicial, la situación fue cuesta abajo para el club. El OB descendió a la segunda división danesa en 1955, y el equipo tuvo dificultades para recuperar su posición en la cima del fútbol danés. A pesar de los ascensos a la primera división danesa en 1957 y 1966, el club no logró permanecer permanentemente en la máxima categoría hasta el ascenso en 1975.
No ayudó que los rivales locales de B 1909 y B 1913 se mantuvieran en la cima de la 1.ª División durante este período, donde B 1909 ganó los campeonatos daneses de 1959 y 1964. La intensa rivalidad local culminó en 1973, cuando 28.000 espectadores vieron el partido de 2.ª División entre De Stribede y De røde (B 1909) en el Odense Stadion. El partido sigue siendo el récord de espectadores para un partido en casa del OB.
En 1974 el club disputó su primera final de la Copa de Dinamarca, donde perdió 5-2 ante el Vanløse IF.

### 1975–1990: La época dorada
En 1975 ascendió de nuevo a la 1.ª División. Esta vez, el club tenía los jugadores necesarios para ser un equipo competitivo en la mejor liga bajo el mando del entrenador Richard Møller Nielsen. Tan solo dos años después, ganó su primer campeonato danés en la temporada de 1977. El centrocampista del OB Allan Hansen fue el máximo goleador de la 1.ª División y fue galardonado como el "Jugador danés del año 1977 ", un doble triunfo que repitió en 1981.
La victoria en el campeonato significó que el Odense jugara sus primeros partidos europeos en 1978. Compitió en la Copa de Europa de 1978 , donde perdió en la primera ronda ante los búlgaros del Lokomotiv Sofia.
En 1980 quedó tercero en liga y en 1982 ganó por segunda vez el campeonato danés. Como el equipo de Richard Møller Nielsen era uno de los equipos dominantes del fútbol danés en ese período, el B 1909 terminó último en la 1.ª División de 1982 y descendió a la 2.ª División. Esto convirtió al OB en el mejor equipo de la región de Fionia. En 1983, el OB se llevó la copa y ganó su único doblete (hasta entonces) (con el campeonato de 1982).
El éxito del equipo se basó en muchos jugadores daneses talentosos, entre ellos Keld Bordinggaard, Talento del año de la 1.ª División danesa en 1982. El jugador más prolífico del OB de la época fue el portero Lars Høgh, que fue parte constante del equipo desde 1977 hasta 1999, ya que jugó un récord del club de 817 partidos en total para el primer equipo.
En 1989, el club volvió a ganar el campeonato danés por delante del vigente campeón, el Brøndby IF, bajo la dirección del nuevo entrenador Roald Poulsen. Los perfiles del equipo de Roald Poulsen incluían, además de Lars Høgh, al centrocampista Ulrik Moseby, al gran defensor Johnny Hansen y al joven delantero Per Pedersen, que se convirtió en el jugador más caro vendido del OB, cuando fue comprado por el equipo inglés Blackburn Rovers por 2,3 millones de libras en 1997.

### 1991-actualidad: OB en laSuperliga
El año 1991 fue especial para el club. Ganó la final de la Copa de Dinamarca contra el AaB después de dos partidos sin goles, prórroga y tanda de penaltis. Como el estadio nacional Idrætsparken estaba en obras en 1991, la final se jugó en casa, en el Odense Stadion. El éxito de la copa no tuvo eco en la liga, ahora conocida como la Superliga danesa. Después del torneo principal de la temporada 1991-92 , el OB descendió a la Segunda división.
Al año siguiente acabaron segundos y regresaron a la Superliga para la temporada 1992-93. En esa temporada, el club terminó segundo tras el FC Copenhague y ganó su tercer trofeo de la Copa de Dinamarca en 1993.
Cuando la Asociación Danesa de Fútbol (DBU) reestructuró la Superliga antes de la temporada 1995-96 e introdujo un formato de liga de 33 partidos que abarcaban un año completo, OB ganó el bronce una vez más. A pesar de que el equipo tenía muchos perfiles y buenos jugadores, el equipo carecía de estabilidad y en la temporada 1997-98 terminó último con sólo seis victorias y sufrió el descenso a la liga de segunda categoría, la 1.ª División danesa.
El club ganó la 1.ª División en 1999 y posteriormente regresó a la Superliga para la temporada 1999-2000. Ganó la Copa de Dinamarca en 2002 con una victoria por 2-1 contra el Copenhague en el estadio Parken. Desde su ascenso en 1999, el mejor desempeño de la liga del OB ha sido el segundo lugar, en la temporada 2008-09. En 2006, el OB terminó tercero, su primer puesto entre los tres primeros en diez años. Además, el club terminó en cuarto lugar en 2003, 2004 y 2007.
En la temporada 2006-07 terminó cuarto en la liga después de una reñida lucha en las últimas jornadas. No obstante, el OB ganó la Copa de Dinamarca tras derrotar al Copenhague por 2-1, lo que le dio la oportunidad de clasificarse para la Copa de la UEFA por segundo año consecutivo.
En la temporada 2007-08 volvió a terminar en cuarto lugar, lo que le dio la oportunidad de clasificarse para la Copa de la UEFA a través de la Copa Intertoto. El 19 y el 26 de julio de 2008, jugó contra el equipo inglés Aston Villa en la tercera ronda de la Copa Intertoto por el derecho a jugar en la segunda ronda de la Copa de la UEFA. El OB logró un empate 2-2 en casa el 19 de julio, pero una derrota 1-0 fuera de casa el 26 de julio resultó en una derrota global de 2-3 ante el Villa.
El OB terminó segundo en la temporada 2008-09, lo que lo llevó a un desempate de dos partidos con el Genoa por la participación en la UEFA Europa League 2009-10. El partido de ida en el Stadio Luigi Ferraris resultó en una derrota por 3-1 y el partido en casa en un empate 1-1. En 2009-10, el OB volvió a terminar segundo en la liga. Después de un fantástico comienzo de temporada, el club decepcionantemente no logró el primer lugar, debido a una serie de partidos perdidos y empatados en la primavera de 2010. El OB fue sorteado para enfrentar al club escocés Motherwell en la cuarta ronda de clasificación de la Europa League 2010-11.

### 1994-95: "el milagro de Madrid"
En la Copa de la UEFA 1994-95, el OB superó la primera ronda de un torneo europeo por primera vez en la historia del club. El equipo venció a varios oponentes y, el más famoso, derrotó al Real Madrid para alcanzar los cuartos de final del torneo.
En la ronda clasificatoria ganó tanto el partido de ida como el de vuelta contra el Flora Tallin de Estonia por 3-0. En la primera ronda, empató 1-1 en el partido de vuelta contra el club norirlandés Linfield y ganó 5-0 en casa, incluidos dos goles de larga distancia del defensa Steen Nedergaard. En la segunda ronda, jugó contra el equipo alemán 1. FC Kaiserslautern, donde el OB logró un empate 1-1 en Alemania y un empate 0-0 en casa; el conjunto danés avanzó gracias a la regla de los goles a domicilio.
En la cuarta jornada, el rival fue el Real Madrid, que en aquel momento contaba con el capitán de la selección danesa Michael Laudrup. El primer partido se disputó en el estadio Odense, donde se agotaron las entradas, y el OB marcó sorprendentemente de córner en la primera parte. En la segunda parte, el Real Madrid marcó rápidamente dos goles, pero el OB logró remontar el partido y empató 2-2. Poco antes del final del partido, el Real Madrid marcó el 2-3, que fue el resultado final del partido.
Debido a la regla de los goles marcados fuera de casa, el OB necesitaba ganar por un margen de dos goles para avanzar a los cuartos de final. Ulrik Pedersen marcó para poner al OB 1-0 por delante, y con una buena actuación del portero Lars Høgh, el OB evitó que el Real Madrid marcara. Con un gol de Morten Bisgaard poco antes del tiempo añadido, el OB logró la victoria por 2-0 necesaria y avanzó a los cuartos de final. La victoria del OB atrajo la atención en gran parte de Europa y en Dinamarca el acontecimiento fue bautizado como "El milagro de Madrid".
En cuartos de final, el Odense se enfrentó al Parma. En la ida la fantástica actuación de Lars Høgh casi impidieron que los italianos marcaran, pero Steen Nedergaard cometió un penalti que transformó el Parma y ganó el partido por 1-0. El partido de vuelta en Odense terminó con un empate a 0-0, lo que significó el final de la aventura europea del OB.

## Estadio

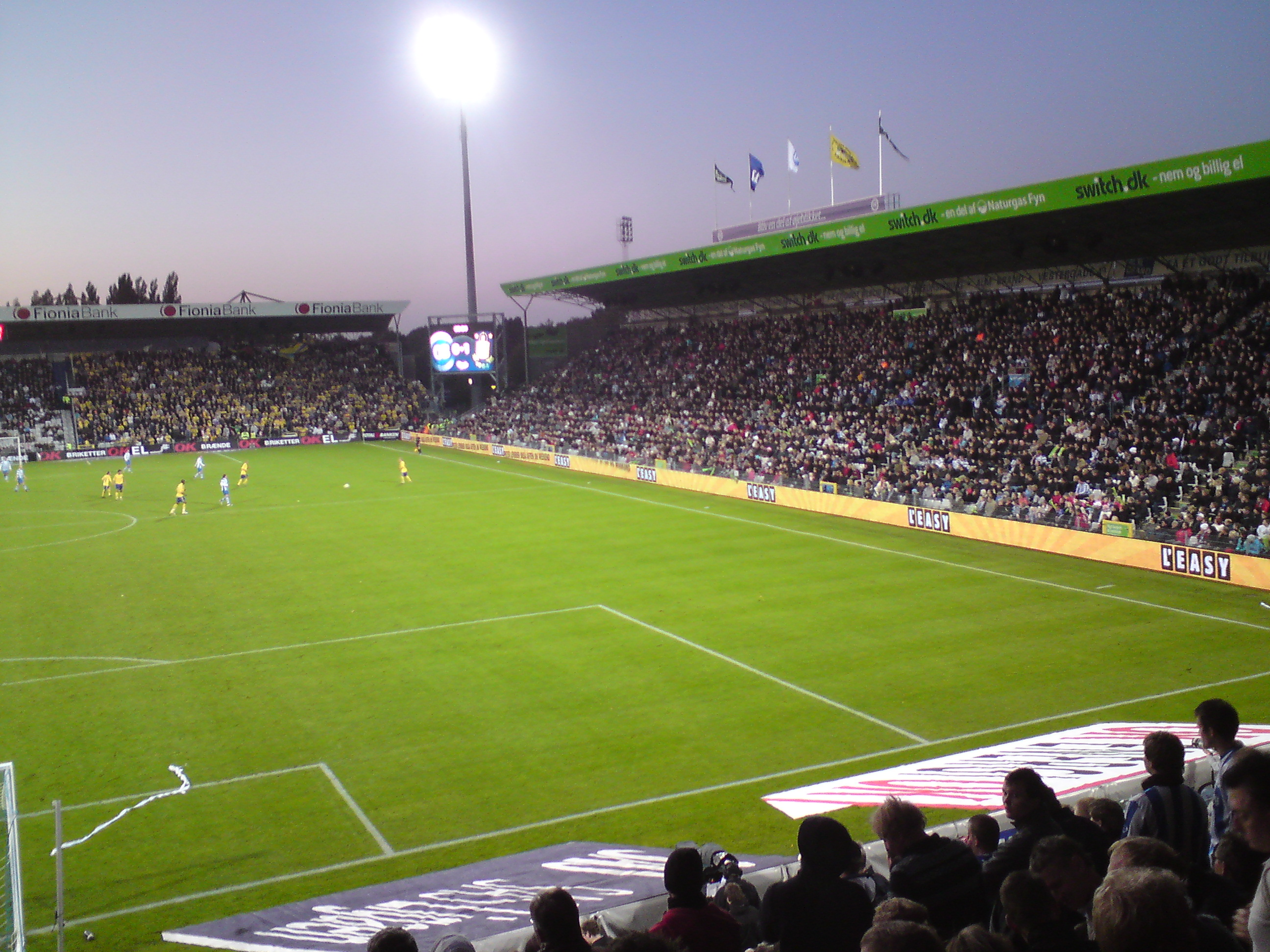
Partido entre el OB y el Brøndby IF en 2008 en el Odense Stadion.

## Palmarés

### Torneos nacionales
- Superliga Danesa (3): 1977, 1982, 1989
- Copa de Dinamarca (5): 1983, 1991, 1993, 2002, 2007
- Primera División de Dinamarca (1): 2025

### Torneos internacionales
- Copa Intertoto de la UEFA (1): 2006 (compartido)

## Uniforme

### Evolución
| 2007-8  | 2009-11 | 2011-12 | 2013-14 | 2014-15 |
| 2016-17 | 2018-19 | 2019-20 | 2020-21 |         |

## Jugadores

### Plantilla 2025/26
- = Lesionado de larga duración
- = Capitán

## Participación en competiciones europeas
| Temporada | Competición      | Ronda            | Club                   | Cómputo global | Ida     | Vuelta     |
| --------- | ---------------- | ---------------- | ---------------------- | -------------- | ------- | ---------- |
| 1978/79   | Copa de Europa   | 1R               | Lokomotiv Sofia        | 3-4            | 2-2 (C) | 1-2 (F)    |
| 1983/84   | Copa de Europa   | 1R               | Liverpool FC           | 0-6            | 0-1 (C) | 0-5 (F)    |
| 1984/85   | UEFA Cup         | 1R               | Spartak Moscú          | 2-7            | 1-5 (C) | 1-2 (F)    |
| 1990/91   | Copa de Europa   | 1R               | Real Madrid CF         | 1-10           | 1-4 (C) | 0-6 (F)    |
| 1991/92   | Recopa de Europa | Clasificatoria   | Galway United FC       | 7-0            | 3-0 (F) | 4-0 (C)    |
| 1991/92   | Recopa de Europa | 1R               | Baník Ostrava          | 1-4            | 0-2 (C) | 1-2 (F)    |
| 1993/94   | Recopa de Europa | Clasificatoria   | NK Publikum Celje      | 1-0            | 1-0 (F) | 0-0 (C)    |
| 1993/94   | Recopa de Europa | 1R               | Arsenal FC             | 2-3            | 1-2 (C) | 1-1 (F)    |
| 1994/95   | UEFA Cup         | Clasificatoria   | FC Flora Tallinn       | 6-0            | 3-0 (C) | 3-0 (F)    |
| 1994/95   | UEFA Cup         | 1R               | Linfield FC            | 6-1            | 1-1 (F) | 5-0 (C)    |
| 1994/95   | UEFA Cup         | 2R               | 1. FC Kaiserslautern   | 1-1 u          | 1-1 (F) | 0-0 (C)    |
| 1994/95   | UEFA Cup         | 1/8              | Real Madrid CF         | 4-3            | 2-3 (C) | 2-0 (F)    |
| 1994/95   | UEFA Cup         | 1/4              | AC Parma               | 0-1            | 0-1 (F) | 0-0 (C)    |
| 1995      | Intertoto Cup    | Grupo 5          | Girondins de Bordeaux  | 0-4            | 0-4 (F) |            |
| 1995      | Intertoto Cup    | Grupo 5          | HJK Helsinki           | 2-1            | 2-1 (C) |            |
| 1995      | Intertoto Cup    | Grupo 5          | IFK Norrköping         | 3-2            | 3-2 (C) |            |
| 1995      | Intertoto Cup    | Grupo 5          | Bohemian FC            | 2-0            | 2-0 (F) |            |
| 1995      | Intertoto Cup    | 1/8              | Bayer 04 Leverkusen    | 2-5            | 2-5 (F) |            |
| 1996/97   | UEFA Cup         | Clasificatoria 2 | Sliema Wanderers       | 9-1            | 2-0 (F) | 7-1 (C)    |
| 1996/97   | UEFA Cup         | 1R               | Boavista FC            | 4-4 u          | 2-3 (C) | 2-1 (F)    |
| 1997      | Intertoto Cup    | Grupo 6          | Hamburger SV           | 1-2            | 1-2 (F) |            |
| 1997      | Intertoto Cup    | Grupo 6          | Samsunspor             | 0-2            | 0-2 (F) |            |
| 1997      | Intertoto Cup    | Grupo 6          | FBK Kaunas             | 2-2            | 2-2 (C) |            |
| 1997      | Intertoto Cup    | Grupo 6          | Leiftur Olafsjördur    | 3-4            | 3-4 (C) |            |
| 2001      | Intertoto Cup    | 2R               | AIK Fotboll            | 2-4            | 2-2 (C) | 0-2 (F)    |
| 2002/03   | UEFA Cup         | Clasificatoria   | MyPa-47                | 2-1            | 0-1 (F) | 2-0 (C)    |
| 2002/03   | UEFA Cup         | 1R               | Celta de Vigo          | 1-2            | 0-2 (F) | 1-0 (C)    |
| 2003/04   | UEFA Cup         | Clasificatoria   | Tallinna VMK           | 4-1            | 1-1 (C) | 3-0 (F)    |
|           |                  | 1R               | Estrella Roja Belgrado | 5-6            | 2-2 (C) | 3-4 (F)    |
| 2004      | Intertoto Cup    | 1R               | Ballymena United       | 7-0            | 0-0 (F) | 7-0 (C)    |
|           |                  | 2R               | Villarreal CF          | 0-5            | 0-3 (C) | 0-2 (F)    |
| 2006      | Intertoto Cup    | 2R               | Shelbourne FC          | 3-1            | 3-0 (C) | 0-1 (F)    |
|           |                  | 3R               | Hibernian FC           | 2-2 u          | 1-0 (C) | 1-2 (F)    |
| 2006/07   | UEFA Cup         | Clasificatoria 2 | Llanelli AFC           | 6-1            | 1-0 (C) | 5-1 (F)    |
| 2006/07   | UEFA Cup         | 1R               | Hertha BSC             | 3-2            | 2-2 (F) | 1-0 (C)    |
| 2006/07   | UEFA Cup         | Grupo D          | Parma FC               | 1-2            | 1-2 (C) |            |
| 2006/07   | UEFA Cup         | Grupo D          | sc Heerenveen          | 2-0            | 2-0 (F) |            |
| 2006/07   | UEFA Cup         | Grupo D          | RC Lens                | 1-1            | 1-1 (C) |            |
| 2006/07   | UEFA Cup         | Grupo D          | CA Osasuna             | 1-3            | 1-3 (F) |            |
| 2007/08   | UEFA Cup         | Clasificatoria 1 | St. Patrick's Athletic | 5-0            | 0-0 (F) | 5-0 (C)    |
| 2007/08   | UEFA Cup         | Clasificatoria 2 | FC Dinamo Minsk        | 5-1            | 1-1 (F) | 4-0 (C)    |
| 2007/08   | UEFA Cup         | 1R               | Sparta Praga           | 0-0 (3-4 ns)   | 0-0 (F) | 0-0 nv (C) |
| 2008      | Intertoto Cup    | 2R               | Turun Palloseura       | 4-1            | 2-1 (F) | 2-0 (C)    |
| 2008      | Intertoto Cup    | 3R               | Aston Villa FC         | 2-3            | 2-2 (C) | 0-1 (F)    |
| 2009/10   | Europa League    | Clasificatoria 3 | FK Rabotnički Skopje   | 7-3            | 4-3 (F) | 3-0 (C)    |
| 2009/10   | Europa League    | Play-off         | Genoa CFC              | 2-4            | 1-3 (F) | 1-1 (C)    |
| 2010/11   | Europa League    | Clasificatoria 3 | Zrinjski Mostar        | 5-3            | 5-3 (C) | 0-0 (F)    |
| 2010/11   | Europa League    | Clasificatoria 4 | Motherwell FC          | 3-1            | 2-1 (C) | 1-0 (F)    |
| 2010/11   | Europa League    | Grupo H          | VfB Stuttgart          | 2-7            | 1-2 (C) | 1-5 (F)    |
| 2010/11   | Europa League    | Grupo H          | Getafe CF              | 2-3            | 1-2 (F) | 1-1 (C)    |
| 2010/11   | Europa League    | Grupo H          | BSC Young Boys         | 4-4            | 2-4 (F) | 2-0 (C)    |
| 2011/12   | Champions League | Clasificatoria 3 | Panathinaikos FC       | 5-4            | 1-1 (C) | 4-3 (F)    |
| 2011/12   | Champions League | Play-off         | Villarreal CF          | 1-3            | 1-0 (C) | 0-3 (F)    |
| 2011/12   | Europa League    | Grupo K          | Wisła Kraków           | 4-3            | 3-1 (F) | 1-2 (C)    |
| 2011/12   | Europa League    | Grupo K          | Fulham FC              | 2-4            | 0-2 (C) | 2-2 (F)    |
| 2011/12   | Europa League    | Grupo K          | FC Twente              | 3-7            | 1-4 (C) | 2-3 (F)    |